# 圣劳伦斯 (比利时)
圣劳伦斯（荷蘭語：Sint-Laureins，荷蘭語發音：[sɪnt lʌu̯ˈrɛi̯ns]，法語發音：[sɛ̃ loʁɑ̃] ⓘ）是比利时弗拉芒大區东佛兰德省埃克洛區的一个市镇，北与荷兰接壤，通行荷蘭語，是弗拉芒社群的一部分，面积74.50平方千米，人口6,684人（2018年1月1日）。